# 大阿尔马舒乡
大阿尔马舒，是罗马尼亚阿尔巴县的一个乡。该乡总面积89.30平方公里，总人口1690人（2002）。当地经济以农业与观光农业为主。
大阿尔马舒包含7个村庄，分别为大阿尔马舒村（Almașu Mare）、Almașu de Mijloc、Brădet、CibCheile Cibului、格洛德村（Glod） 、Nădăștia。